# Equatòria Central
Equatòria Central (Central Equatoria en anglès) és un estat dels deu que formen el Sudan del Sud, amb una superfície de 22.956 km² (el més petit dels estats del Sudan del Sud). Va portar el nom de Bahr al-Jabal del 1994 al 2005 sent reanomenat Equatòria Central l'1 d'abril del 2005 per l'Assemblea Legislativa provisional sota el govern autònom del Sudan del Sud (2005-2011). La capital és Juba que és també capital del Sudan del Sud.

## Dades de l'estat
Central Equatoria, com els altres estats del Sudan del Sud, està subdividit en contats (al seu torn subdividits en payams i aquestos en bomas). Cada comtat està governat per un comissionat nomenat pel president. Els comtats són:
- Juba
- Lainya
- Morobo
- Terekeka
- Yei
- Kajo Keji

Les ciutats principals a part de la capital són: Kajo Keji, Liria, Mongalla, Rokon, Tali, Terekeka, Yei, Gemaiza, Tombek, Tindilo, Muni i Rejong. El principal lloc fronterer és Dimo, que limita amb la República Democràtica del Congo.
Les principal tribus són els mundaris, baris, els pojulus, els kakwas, els kalikos, els kukus, els lugbares, els nyangwares, els makarakes i els lulubos. Hi ha algunes petites tribus com els nyepos i els lokoyes; una tribu, els direr o nubi, són musulmans La majoria de les tribus són del mateix grup i parlen la llengua kutuk. Una part dels habitants són pastors i la resta agricultor, ja que no hi ha prou terre perquè tots siguin pastors. Els kukus, kakwes, pojulus, lokoyes, lulubos, ngangwares, kalicos i nyepos són agricultors.

## Governadors[2]

### Bahr al-Jabal
- Sra. Agnes Lukodi 1994 - 1997
- Christopher Loki 1997 - 2000
- Henri Jada Zakariya 2000-2001
- James Loro 2001-2005

### Central Equatòria
- Clement Wani Konga (Kilimant Wani) 2005-

## Bandera
Del 1983 al 1991 es va utilitzar la bandera regional, d'un sol color (verd) amb l'emblema al mig. Aquesta bandera fou conservada per l'estat d'Equatòria (1991-1994). El 1994 al dividir-se l'estat en tres, es van adoptar banderes blanques amb un disc verd (el color regional) amb l'emblema de l'estat a l'interior i el nom sota el cercle. La bandera va patir un petit canvi en el nom el 2005.